# Acanthothericles bicoloripes
Acanthothericles bicoloripes är en insektsart som beskrevs av Marius Descamps 1977. Acanthothericles bicoloripes ingår i släktet Acanthothericles och familjen Thericleidae. Inga underarter finns listade i Catalogue of Life.